# Pokalturneringen i ishockey 1991-92
Pokalturneringen i ishockey 1991-92 var den tredje udgave af den danske pokalturnering i ishockey for mandlige klubhold. Turneringen blev arrangeret af Danmarks Ishockey Union og blev afviklet under navnet Scandic Cup.
Turneringen blev vundet af Esbjerg Ishockey Klub, som i finalen i Herning Isstadion besejrede de forsvarende pokalmestre, Herning Ishockey Klub, med 6-3 i en kamp, hvor Erik Lodberg scorede to mål for sejrherrerne. Esbjerg IK vandt dermed pokaltitlen for anden gang, efter at holdet tidligere havde vundet titlen i 1988-89.
Semifinalerne og finalen blev afviklet som et Final 4-stævne på en weekend i Herning Isstadion.

## Resultater

### Kvartfinaler
| Dato       | Kl.   | Kamp                      | Res.  | Perioder      | Tilsk. |
| ---------- | ----- | ------------------------- | ----- | ------------- | ------ |
| 5. januar  | 13:30 | Odense IK - HIK           | 0–9   | 0-5, 0-1, 0-3 |        |
| 5. januar  | 13:30 | Rungsted IK - Esbjerg IK  | 1–6   | 0-3, 1-2, 0-1 |        |
| 5. januar  |       | Herning IK - KSF          | 12–31 | 4-0, 3-2, 5-1 |        |
| 13. januar | 19:30 | Gladsaxe SF - Rødovre SIK | 0–7   | 0-4, 0-1, 0-2 |        |

### Semifinaler
Semifinalerne blev afviklet den 8. februar i Herning Isstadion.
| Dato | Kl.   | Kamp                     | Res. | Perioder      | Tilsk. |
| --- | ----- | ------------------------ | ---- | ------------- | ------ |
| 8. februar | 11:00 | Esbjerg IK - HIK         | 6–4  | 2-1, 1-3, 3-0 | 400    |
| Mål 0-1 Conni Jensen 1-1 Oleg Starkov 2-1 Erik Lodberg 2-2 Søren Tauson 3-2 Erik B. Andersen 3-3 Peter Green 3-4 Dennis Larsen 4-4 Thomas Kjøgx 5-4 Jan Andersen 6-4 Erik Lodberg Udvisninger Esbjerg IK: 5 × 2 minutter. HIK: 5 × 2 minutter.                  |       |                          |      |               |        |
| 8. februar | 13:30 | Herning IK - Rødovre SIK | 5–4  | 0-1, 3-2, 2-1 | 1.104  |
| Mål 0-1 Per Jørgensen 1-1 Henrik Oxholm 2-1 Henning Ludvigsen 3-1 Thomas Mortensen 3-2 Kenneth Larsen 3-3 Valerij Bragin 3-4 Michael Widenborg 4-4 Todd Bjorkstrand 5-4 Todd Bjorkstrand Udvisninger Herning IK: 11 × 2 minutter. Rødovre SIK: 3 × 10 minutter. |       |                          |      |               |        |

### Finale
Finalen blev spillet den 9. februar i Herning Isstadion.
| Dato | Kl.   | Kamp                    | Res. | Perioder      | Tilsk. |
| --- | ----- | ----------------------- | ---- | ------------- | ------ |
| 9. februar | 13:30 | Esbjerg IK - Herning IK | 6–3  | 3-0, 2-2, 1-1 | 2.142  |
| Mål 1-0 Erik Lodberg 2-0 Thomas Bjerrum 3-0 Thomas Kjøgx 3-1 Rasmus Kjøngerskov 4-1 Søren Jensen 4-2 Karsten Arvidsen 5-2 Søren Jensen 6-2 Erik Lodberg 6-3 Kim Andersen Udvisninger Esbjerg IK: 3 × 2 minutter. Herning IK: 6 × 2 minutter. |       |                         |      |               |        |